# Итик-Кюйоль
Итик-Кюйоль (якут. Ытык-Күөл, рос. Ытык-Кюёль) — село в Росії, у Республіці Саха (Якутія). Адміністративний центр Таттинського улусу.